# Onomastus complexipalpis
Onomastus complexipalpis är en spindelart som beskrevs av Fred R. Wanless 1980. Onomastus complexipalpis ingår i släktet Onomastus och familjen hoppspindlar. Inga underarter finns listade i Catalogue of Life.